# Ernest Gold
Ernest Gold -nacido como Ernst Gold- (Viena, Austria, 13 de julio de 1921 - Santa Mónica, California, 17 de marzo de 1999) fue un compositor austríaco naturalizado estadounidense. Recibió el Óscar y en 1961 el premio Grammy por Song of the Year, de la película Éxodo. Gold creó casi 100 piezas originales para cine y televisión entre 1945 y 1992. 
También compuso un musical en Broadway en 1968: I'm Solomon (Soy Salomon). Sus trabajos clásicos incluyen un concierto para piano, un cuarteto de cuerdas y una sonata para piano. La mayoría de su obra es comercial o de cine y t.v.
Gold estuvo casado con la cantante Marni Nixon y fue el padre del cantante Andrew Gold.

## Premios y nominaciones
Premios Óscar
| Año  | Categoría                                              | Película                       | Resultado |
| ---- | ------------------------------------------------------ | ------------------------------ | --------- |
| 1960 | Mejor banda sonora de una película dramática o comedia | La hora final                  | Nominado  |
| 1961 | Mejor banda sonora de una película dramática o comedia | Éxodo                          | Ganador   |
| 1964 | Mejor banda sonora original                            | El mundo está loco, loco, loco | Nominado  |
| 1969 | Mejor banda sonora de una película original            | El secreto de Santa Vittoria   | Nominado  |